# Craspedochiton elegans
Espèce
Synonymes
- Craspedoplax elegans Iredale & Hull, 1925

Craspedochiton elegans est une espèce de chitons de la famille des Acanthochitonidae. Elle est trouvée en Australie.